# Maher Carrizo
Maher Mauricio Carrizo (Santiago del Estero, 19 de febrero de 2006) es un futbolista argentino que juega como extremo en Vélez Sarsfield de la Primera División de Argentina.

## Trayectoria

### Inicios
Comenzó a los 5 años en escuela de fútbol para niños en su pueblo, Colonia Dora. Luego jugó un tiempo en las divisiones inferiores de Central Córdoba (SdE)

### Vélez Sarsfield
En 2015 arribó al club, donde en 2023 fue el goleador de las Inferiores con 26 tantos.
Tuvo su debut en el primer equipo el 17 de enero de 2024 frente a Belgrano, en el marco de la Serie Río de La Plata 2024.
En la Copa Argentina 2024, jugó su primer partido oficial el 6 de agosto de 2024, y convirtió su primer gol como profesional.

## Selección nacional

### Sub-17
Fue convocado por Diego Placente a la selección argentina en noviembre de 2023, para disputar el Mundial Sub-17.

### Sub-20
En agosto de 2024 fue convocado por Javier Mascherano a la selección de fútbol sub-20 de Argentina, para disputar amistosos internacionales.

## Estadísticas

### Clubes
Actualizado al último partido disputado el 19 de agosto de 2025.
| Club                      | Div.          | Temporada     | Liga  | Liga  | Liga   | Copas nacionales | Copas nacionales | Copas nacionales | Copas internacionales | Copas internacionales | Copas internacionales | Total | Total | Total  |
| Club                      | Div.          | Temporada     | Part. | Goles | Asist. | Part.            | Goles            | Asist.           | Part.                 | Goles                 | Asist.                | Part. | Goles | Asist. |
| ------------------------- | ------------- | ------------- | ----- | ----- | ------ | ---------------- | ---------------- | ---------------- | --------------------- | --------------------- | --------------------- | ----- | ----- | ------ |
| Vélez Sarsfield Argentina | 1.ª           | 2024          | 11    | 0     | 0      | 4                | 1                | 0                | 0                     | 0                     | 0                     | 15    | 1     | 0      |
| Vélez Sarsfield Argentina | 1.ª           | 2025          | 15    | 3     | 0      | 3                | 0                | 0                | 8                     | 5                     | 1                     | 26    | 8     | 1      |
| Vélez Sarsfield Argentina | Total club    | Total club    | 26    | 3     | 0      | 7                | 1                | 0                | 8                     | 5                     | 1                     | 41    | 9     | 1      |
| Total carrera             | Total carrera | Total carrera | 26    | 3     | 0      | 7                | 1                | 0                | 8                     | 5                     | 1                     | 41    | 9     | 1      |

## Palmarés

### Títulos nacionales
| Título                        | Club            | País      | Año  |
| ----------------------------- | --------------- | --------- | ---- |
| Primera División de Argentina | Vélez Sarsfield | Argentina | 2024 |
| Supercopa Internacional       | Vélez Sarsfield | Argentina | 2024 |